# ألبرت جونسون (عداء مشي)
ألبرت جونسون (بالإنجليزية: Albert Johnson)‏ هو عداء مشي بريطاني، ولد في 1 مايو 1931 في شفيلد في المملكة المتحدة، وتوفي في 20 مايو 2011 في هوبارت في أستراليا.

## وصلات خارجية
- ألبرت جونسون على موقع أوليمبيديا (الإنجليزية)
- ألبرت جونسون على موقع اللجنة الأولمبية البريطانية (الإنجليزية)